# ساكن رشيد (لودر)

تعديل مصدري - تعديل

ساكن رشيد هي إحدى قرى عزلة زارة بمديرية لودر التابعة لمحافظة أبين، بلغ تعداد سكانها 49 نسمة حسب تعداد اليمن لعام 2004.